# تپه‌های تناسرم
کوه‌های تنسرم یا رشته‌کوه تنسرم نام جغرافیایی یک رشته‌کوه به طول تقریبی ۱٬۷۰۰ کیلومتر است که بخشی از سیستم کوهستانی هندو-مالایی می‌باشد. این کوه‌ها در جنوب شرق آسیا قرار دارند.
با وجود ارتفاع نسبتاً کم خود، این کوه‌ها یک مانع مؤثر بین تایلند و میانمار در نواحی شمالی و مرکزی این دو کشور به‌شمار می‌روند. تنها دو جاده اصلی بین‌المللی و نقاط مرزی وجود دارد که در بین کانتچانابوری و تاک قرار دارند، یکی در سه معبد و دیگری در مای سو، که دومی در انتهای شمالی رشته‌کوه قرار دارد، جایی که کوه‌های تنسرم با رشته‌کوه داونا ملاقات می‌کنند. نقاط مرزی کوچکتر شامل سینگ خورن، نزدیک پراچواپ خیری خان، و همچنین بونگ تی و فو نام رون در غرب کانتچانابوری هستند. پیش‌بینی می‌شود که دومی در صورت ادامه پروژه پروژه بندر داوی و همچنین جاده و خط راه‌آهن بین بانکوک و این بندر اهمیت بیشتری پیدا کند.
بخش جنوبی این رشته‌کوه وسیع، از کرای ایستمس عبور کرده و به شبه‌جزیره مالایی می‌رسد و تقریباً به سنگاپور می‌رسد. بسیاری از رودخانه‌ها منبع خود را از این کوه‌ها می‌گیرند، اما هیچ‌کدام از آن‌ها رودخانه‌های بسیار طولانی نیستند.